# Hylaeus convergens
Hylaeus convergens är en biart som beskrevs av Dathe 2000. Hylaeus convergens ingår i släktet citronbin, och familjen korttungebin. Inga underarter finns listade i Catalogue of Life.